# 菜公厝
菜公厝，是臺灣嘉義縣新港鄉的一個傳統地域名稱，位於該鄉中部略偏東南。相較於今日行政區，其範圍大致為菜公村不含西部邊界地帶。

## 歷史
台灣日治初期，菜公厝地區為一街庄（舊制街庄），稱為「菜公厝庄」，隸屬於牛稠溪堡。該庄輪廍略呈直角三角形，其東北與新港街、後底湖庄、竹仔腳庄為鄰，南邊為中洋仔庄、月眉潭庄，西邊為潭仔墘庄。
1901年（日治明治三十四年）11月11日，全台設置二十廳，該庄隸屬於嘉義廳。1904年（明治三十七年）2月15日，該庄編入「月眉潭區」，隸屬於嘉義廳。1909年（明治四十二年）10月25日，全台整併二十廳為十二廳，該庄仍隸屬於嘉義廳。1910年（明治四十三年）1月18日，各區管轄區域調整，該庄仍隸屬於嘉義廳的「月眉潭區」。
1920年（大正九年）10月1日，全台廢十二廳改設五州二廳，該庄改制為「菜公厝」大字，隸屬於臺南州嘉義郡新巷庄（新制街庄）。
戰後新巷庄改制為新港鄉，隸屬於臺南縣，大字亦改制為村。1950年（民國39年）10月25日，雲、嘉、南分治，新港鄉改隸屬於嘉義縣。

## 聚落
本地區發展較早的聚落有菜公潭、咬狗竹（咬仔竹）等，在日治期初期的官方地圖上已有記載。

## 交通
縣道157號是斗南至過溝的道路，經過本地區北端。由該道路（大方向）北行可前往新港鄉新港市區、溪口溪、雲林縣大埤鄉、大埤鄉/斗南鎮邊界，並止於斗南市區南郊的省道台1線路口；南行可前往六腳鄉、朴子市、東石鄉東南端、布袋鎮北部的過溝，並止於省道台17線路口。
縣道159號是新港（實際起點為蘇厝寮）至番路的道路，經過本地區菜公潭、咬仔竹兩個聚落中間。由該道路（大方向）北行可前往新港鄉新港市區、六腳鄉北端的蘇厝寮，並止於省道台19線路口；南行可前往太保市、嘉義市、竹崎鄉、番路鄉，並止於縣道159甲線路口。
鄉道嘉68線是大崙至中洋仔的道路。
鄉道嘉75線是大潭至後底湖的道路。